# FRAGMENT
『FRAGMENT』是藍井艾露第4張原創專輯。於2019年4月17日由SACRA MUSIC發行。

## 概要
相隔約3年前 藍井艾露 進行無限期休息前的原創專輯『D'AZUR』。經過重新洗滌後，成為首張回歸後的原創專輯。標題以「碎片」為主題，是以「對日常所感受與思考」而創作的專輯。據本人介紹「FRAGMENT」是以日常生活中點點滴滴的碎片，收集起像相簿中的照片一樣，並以全新的自己所演繹的作品。
發售類型分為：初回生産限定盤A（VVCL-1430/1）・初回生産限定盤B（VVCL-1430/3）・完全生産限定盤（VVCL-1427/9）與 通常盤（VVCL-1434）四種。初回A、B均附有MV、製作花絮和相冊；而完全生産限定盤則會額外附送T卹。

## 樂曲
專輯第一首歌曲《約束（約定）》作為復歸曲，以「全新的藍井艾露」為開首。
第二首歌曲《SINGULARITY（奇異點）》是一首清爽的搖滾曲，作為即將要進入搖滾風格為緩衝曲。
第四首歌曲《UNLIMITED（無盡）》是VR遊戲「東京クロノス」的片頭曲。帶有藍井艾露一貫的搖滾風格。
第五首歌曲《グローアップ（Grow up）》是首充滿嶄新風格的歌曲。據本人介紹，這首歌曲的背後是以自己的叛逆期、以及30分鐘離家出走的經歷為創作靈感。歌詞「しばらく家には帰りません」並拿著手機離家出自親身經歷，但最後因擔心父母會難過而回家作結。
第六首歌曲《螺旋世界》是由木吉他領聲的輕快搖滾，歌曲與「幻想」及「人生就像攀登螺旋階梯逐步成為大人」等意景有關。
第八首歌曲《FROATIN'》是一首關於心靈意識所寫出的歌曲，與「煩惱」和「軟弱」有關。
最後一首歌曲《フラグメント（Fragment）》由 藍井艾露 本人親自創作，與主題同名。歌曲結合了日常、各種歡笑與困惑，最後與最重要的大家朝著快樂、「Peaceful!」（和平）的日常結束。

## 收録内容
CD
| 曲序 | 曲目                                 | 作詞              | 作曲                    | 編曲       | 時長 | 備注                                           |
| ---- | ------------------------------------ | ----------------- | ----------------------- | ---------- | ---- | ---------------------------------------------- |
| 1.   | 《約束》（約定）                     | Eir・重永亮介     | 重永亮介                | 重永亮介   | 4:46 |                                                |
| 2.   | 《SINGULARITY》                      | 重永亮介          | 重永亮介                | 重永亮介   | 4:43 |                                                |
| 3.   | 《流星》                             | Eir, 津波幸平     | 津波幸平                | 津波幸平   | 4:12 | 電視動畫『刀劍神域外傳 Gun Gale Online』片頭曲 |
| 4.   | 《UNLIMITED》（無盡）                | 篤志・minami rumi | 篤志                    | 篤志       | 4:36 | VR遊戲「東京クロノス」的片頭曲                 |
| 5.   | 《グローアップ》（Grow up）          | Eir               | 篤志                    | 篤志       | 4:19 |                                                |
| 6.   | 《螺旋世界》                         | TAMATE BOX、Eir   | TAMATE BOX、Eir         | TAMATE BOX | 4:19 |                                                |
| 7.   | 《パズルテレパシー》（拼圖心靈感應） | カノエラナ        | カノエラナ              | 重永亮介   | 4:38 |                                                |
| 8.   | 《FROATIN'》                         | 安田貴広、Eir     | 安田貴広                | 安田貴広   | 4:13 |                                                |
| 9.   | 《アイリス》(鳶尾花)                 | Eir               | ArmySlick・Lauren Kaori | ArmySlick  | 4:07 | 電視動畫『刀劍神域 Alicization』片尾曲之一     |
| 10.  | 《今》                               | 水野良樹          | 水野良樹                | 江口亮     | 4:23 |                                                |
| 11.  | 《フラグメント》（Fragment）         | Eir               | Eir                     | 山下洋介   | 4:47 |                                                |

| BD（初回生産限定盤影像） | BD（初回生産限定盤影像） |
| 曲序                     | 曲目                     |
| ------------------------ | ------------------------ |
| 1.                       | 約束（Music Video）      |
| 2.                       | 流星（Music Video）      |
| 3.                       | アイリス（Music Video）  |
| 4.                       | UNLIMITED（Music Video） |
| 5.                       | FRAGMENT Making Movie    |

## 外部連結
- 日本索尼音樂
  - 初回生産限定盤A （页面存档备份，存于）
  - 初回生産限定盤B （页面存档备份，存于）
  - 完全生産限定盤 （页面存档备份，存于）
  - 通常盤 （页面存档备份，存于）
- 藍井艾露「FRAGMENT」專輯專頁
  - アルバム「FRAGMENT」 （页面存档备份，存于）